# Anna Korcz
Anna Justyna Korcz (ur. 30 lipca 1968 w Warszawie) – polska aktorka.

## Życiorys

### Kariera aktorska
W 1992 ukończyła Państwową Wyższą Szkołę Teatralną w Warszawie i otrzymała nagrodę Agencji Aktorskiej „Passa”. Za rolę matki w sztuce Pelikan Augusta Strindberga została nagrodzona główną nagrodą na X Ogólnopolskim Przeglądzie Spektakli Dyplomowych Szkół Teatralnych.
Na początku kariery była związana z Teatrem Współczesnym w Warszawie. Następnie współpracowała z teatrami: 6. piętro, Kamienica, Mapa Wrażeń i Imką.
Na wielkim ekranie debiutowała w 1989, grając epizodyczną rolę córki jednego z bohaterów w filmie Stanisława Różewicza Nocny gość. Od 2002 gra Izabelę Brzozowską w serialu TVN Na Wspólnej, co zapewniło jej ogólnopolską rozpoznawalność.

### Pozostałe przedsięwzięcia
Wiosną 2005 uczestniczyła w pierwszej edycji programu rozrywkowego TVN Taniec z gwiazdami.

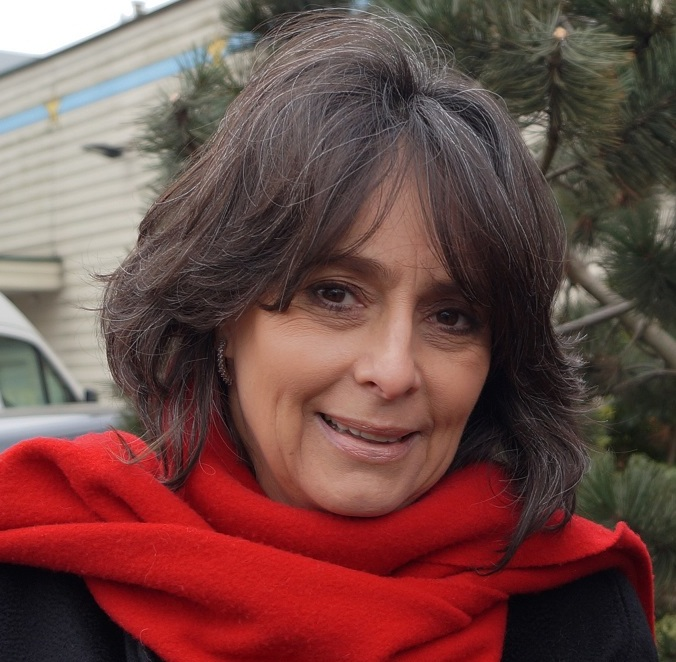
Korcz (2019)

Założyła fundację Stop Przemocy – o Godność Człowieka. Jest właścicielką Ośrodka „Zacisze” w Pomiechówku nad Wkrą pod Warszawą.
Występowała w reklamie „Climea Forte” i użyczyła głosu w radiowej reklamie „Skrzypovity”.

### Życie prywatne
Urodziła się 30 lipca 1968 w Warszawie. Pochodzi z rodziny o korzeniach włoskich, węgierskich i litewskich.
Gdy miała rok, jej rodzice się rozstali. Wychowała ją samotna matka wraz z dziadkiem Tadeuszem, żołnierzem Armii Krajowej i dowódcą oddziału „Limba–Setka” w Gorcach.
Jest rozwiedziona. W 1989 poślubiła Roberta Korcza, z którym rozwiodła się w 2003. Mają dwie córki, Annę i Katarzynę. Z drugiego małżeństwa, zawartego z Pawłem Pigoniem, ma syna Jana.

## Role teatralne
- Hedda Gabler – Henrik Ibsen, postać: Hedda Tesman; reżyseria: Aleksandra Górska; PWST Warszawa (data premiery: 1991-11-07)
- Hollywood, Hollywood – David Mamet; postać: Karen; reżyseria: Adam Ferency; Teatr Współczesny Warszawa (data premiery: 1993-01-29)
- Awantura w Chioggi – Carlo Goldoni; postać: Orsetta; reżyseria: Maciej Englert; Teatr Współczesny Warszawa (data premiery: 1993-06-19)
- Zimowa opowieść – William Shakespeare; postaci: Druga Dama, Pasterka; reżyseria: Maciej Englert; Teatr Współczesny Warszawa (data premiery: 1995-01-15)
- Semiramida – Maciej Wojtyszko; postać: Mawra; reżyseria: Erwin Axer; Teatr Współczesny Warszawa (data premiery: 1996-05-23)
- Panienka z Tacny – Mario Vargas Llosa; postać: Pani Carlota; reżyseria: Bogdan Augustyniak; Teatr na Woli im. Tadeusza Łomnickiego Warszawa (data premiery: 2000-05-26)
- Makbet – William Shakespeare; postać: Lady Makbet; reżyseria: Jerzy Zelnik; Teatr Dramatyczny im. Aleksandra Węgierki Białystok (data premiery: 2002-03-16)
- Łóżko pełne cudzoziemców – Dave Freeman; postać: Helga Philby; reżyseria: Jerzy Bończak; Teatr Komedia Warszawa (data premiery: 2003-02-21)
- Biznes – John Chapman, Jeremy Lloyd; postać: Hilda Bigley; reżyseria: Jerzy Bończak; Teatr Komedia Warszawa (data premiery: 2004-02-22)
- Won! – Ryszard Marek Groński; postać: Julia; reżyseria: Barbara Borys-Damięcka; Teatr Syrena Warszawa (data premiery: 2006-12-02)
- Dzikie żądze – John Tobias; postać: Pani Griffin; reżyseria: Zenon Dądajewski, Stefan Friedmann; Teatr Bajka Warszawa (data premiery: 2007-03-24)
- Pomysł na morderstwo – Edward Taylor; postać: Emma; reżyseria: Jerzy Bończak; Teatr Dramatyczny im. Aleksandra Węgierki Białystok (data premiery: 2009-12-12)
- Chory z urojenia – Molière; postać: Belina; reżyseria: zespół; Teatr 6. Piętro Warszawa (data premiery: 2011-09-17)
- Hiszpańska Mucha – James Lee Astor; postać: Nora Wallins; reżyseria: Jakub Przebindowski; Teatr Kamienica (data premiery: 2013-02-09)
- Miłość z dostawą do domu – postać: Hanna, reżyseria: Olaf Olszewski, spektakl Teatru Mapa Wrażeń powstał we współpracy z Teatrem Imka(data premiery 30.10.2013)

## Filmografia
- 1989: Nocny gość
- 1990: Napoleon w Europie, jako Minna Zimmer
- 1996: Dzieje mistrza Twardowskiego
- 1997: Sława i chwała
- 2000: Klan (Ilona Gorska, projektantka mody-gościnnie)
- 1997: Koniec pięknego lata
- 1998: Operacja Samum
- 2000: Na dobre i na złe, jako Iza (gościnnie)
- 2002: Chopin. Pragnienie miłości, jako baronowa Rotschild
- 2006: Ja wam pokażę!, jako Złośnica
- od 2003: Na Wspólnej, jako Izabela Brzozowska-Dudek
- 2007: Ryś, jako Roma Molibden
- 2008: Daleko od noszy, jako Bożenka z Trójzęba (gościnnie)
- 2009: Naznaczony, jako Lucyna Barska (gościnnie)
- 2009: Niania, jako Magdalena Dunin (gościnnie)
- 2011: Ojciec Mateusz, jako Adranna Grabek (gościnnie)
- 2014: Komisarz Alex, jako Izabela Starzyńska (odc. 77)
- 2017: Ultraviolet, jako Salima Farat (odc. 3)

## Nagrody
- Główna nagroda na X Ogólnopolskim Przeglądzie Spektakli Dyplomowych Szkół Teatralnych
- Nagroda Agencji Aktorskiej „Passa” – Łódź '92
- Nominacja do głównej roli kobiecej za „Balladynę” – II Festiwal Twórczości Telewizyjnej 1994